# Dennis Bergkamp
Dennis Nicolaas Maria Bergkamp (n. 10 mai 1969, Amsterdam, Țările de Jos) este un fost fotbalist neerlandez, care a fost secundul lui Frank de Boer la Ajax. La nivel de club a jucat pentru Ajax Amsterdam, Internazionale, Arsenal și a reprezentat Țările de Jos la nivel internațional.
A fost inclus de Pelé în lista FIFA 100 și este considerat unul dintre cei mai buni jucători din istoria Premier League.

## Palmares

### Jucător
Ajax
- Eredivisie (1): 1989–90
- KNVB Cup (2): 1986–87, 1992–93
- Cupa UEFA (1): 1991–92
- Cupa Cupelor UEFA (1): 1986–87

Inter Milan
- Cupa UEFA (1): 1993–94

Arsenal
- Premier League (3): 1997–98, 2001–02, 2003–04
- FA Cup (4): 1997–98, 2001–02, 2002–03, 2004–05
- FA Community Shield (3): 1998, 2002, 2004

### Antrenor secund
Ajax
- Eredivisie (4): 2010–11, 2011–12, 2012–13, 2013–14
- Johan Cruijff Shield (1): 2013

## Career statistics

### Club
| Club          | Sezon         | Ligă    | Ligă   | Cupă1   | Cupă1  | Europa  | Europa | Total   | Total  |
| Club          | Sezon         | Meciuri | Goluri | Meciuri | Goluri | Meciuri | Goluri | Meciuri | Goluri |
| ------------- | ------------- | ------- | ------ | ------- | ------ | ------- | ------ | ------- | ------ |
| Ajax          | 1986–87       | 14      | 2      | 5       | 0      | 4       | 0      | 23      | 2      |
| Ajax          | 1987–88       | 25      | 5      | 1       | 0      | 6       | 1      | 32      | 6      |
| Ajax          | 1988–89       | 30      | 13     | 3       | 3      | 1       | 0      | 34      | 16     |
| Ajax          | 1989–90       | 25      | 8      | 2       | 1      | 1       | 0      | 28      | 9      |
| Ajax          | 1990–91       | 33      | 25     | 3       | 1      | –       | –      | 36      | 26     |
| Ajax          | 1991–92       | 30      | 24     | 3       | 0      | 11      | 6      | 44      | 30     |
| Ajax          | 1992–93       | 28      | 26     | 4       | 4      | 8       | 3      | 40      | 33     |
| Ajax          | Total         | 185     | 103    | 21      | 9      | 31      | 10     | 237     | 122    |
| Inter Milan   | 1993–94       | 31      | 8      | 13      | 9      | 11      | 8      | 55      | 25     |
| Inter Milan   | 1994–95       | 21      | 3      | 3       | 1      | 2       | 1      | 26      | 5      |
| Inter Milan   | Total         | 52      | 11     | 16      | 10     | 13      | 9      | 81      | 30     |
| Arsenal       | 1995–96       | 33      | 11     | 8       | 5      | –       | –      | 41      | 16     |
| Arsenal       | 1996–97       | 29      | 12     | 4       | 2      | 1       | 0      | 34      | 14     |
| Arsenal       | 1997–98       | 28      | 16     | 11      | 5      | 1       | 1      | 40      | 22     |
| Arsenal       | 1998–99       | 29      | 12     | 8       | 3      | 3       | 1      | 40      | 16     |
| Arsenal       | 1999–2000     | 28      | 6      | 0       | 0      | 11      | 4      | 39      | 10     |
| Arsenal       | 2000–01       | 25      | 3      | 5       | 1      | 5       | 1      | 35      | 5      |
| Arsenal       | 2001–02       | 33      | 9      | 6       | 2      | 7       | 3      | 46      | 14     |
| Arsenal       | 2002–03       | 29      | 4      | 7       | 1      | 5       | 2      | 41      | 7      |
| Arsenal       | 2003–04       | 28      | 4      | 4       | 1      | 6       | 0      | 38      | 5      |
| Arsenal       | 2004–05       | 29      | 8      | 5       | 0      | 4       | 0      | 38      | 8      |
| Arsenal       | 2005–06       | 24      | 2      | 3       | 0      | 4       | 1      | 31      | 3      |
| Arsenal       | Total         | 315     | 87     | 61      | 20     | 47      | 13     | 423     | 120    |
| Total carieră | Total carieră | 552     | 201    | 98      | 39     | 91      | 32     | 741     | 272    |

1Includes cup competitions: the KNVB Cup, Coppa Italia, Football League Cup and FA Cup. Super Cups such as the FA Community Shield are not included.

### Internațional

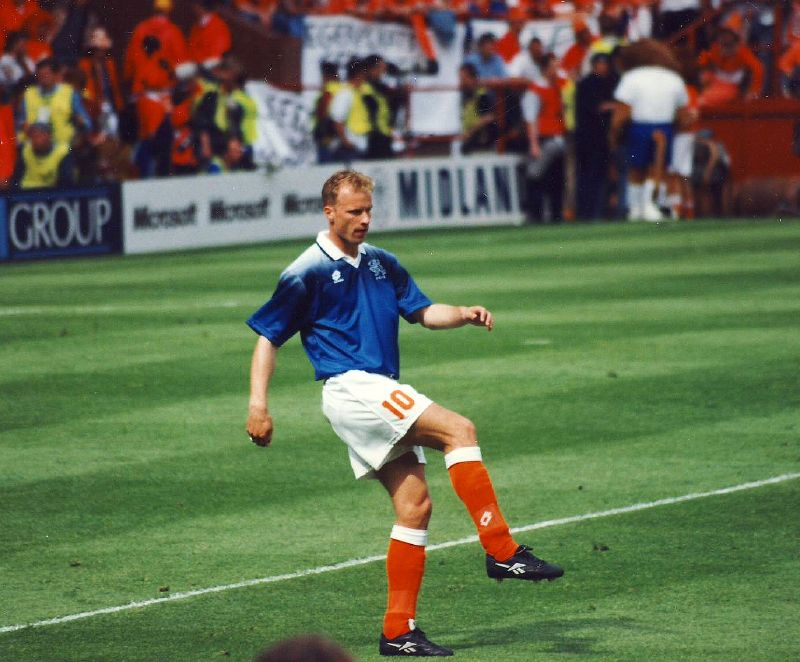
Bergkamp înaintea unui meci internațional

| Țările de Jos | Țările de Jos | Țările de Jos |
| An            | Meciuri       | Goluri        |
| ------------- | ------------- | ------------- |
| 1990          | 4             | 3             |
| 1991          | 5             | 2             |
| 1992          | 11            | 7             |
| 1993          | 6             | 4             |
| 1994          | 11            | 6             |
| 1995          | 5             | 1             |
| 1996          | 10            | 6             |
| 1997          | 5             | 4             |
| 1998          | 9             | 3             |
| 1999          | 5             | 1             |
| 2000          | 8             | 0             |
| Total         | 79            | 37            |

## Goluri internaționale
| #   | Data               | Stadion                                              | Oponent           | Scor | Rezultat | Competiția                                             |
| --- | ------------------ | ---------------------------------------------------- | ----------------- | ---- | -------- | ------------------------------------------------------ |
| 1.  | 21 noiembrie 1990  | De Kuip, Rotterdam, Olanda                           | Grecia            | 1–0  | 2–0      | Preliminariile Campionatului European de Fotbal 1992   |
| 2.  | 19 decembrie 1990  | Ta' Qali Stadium, Ta' Qali, Malta                    | Malta             | 5–0  | 8–0      | Preliminariile Campionatului European de Fotbal 1992   |
| 3.  | 19 decembrie 1990  | Ta' Qali Stadium, Ta' Qali, Malta                    | Malta             | 7–0  | 8–0      | Preliminariile Campionatului European de Fotbal 1992   |
| 4.  | 11 septembrie 1991 | Philips Stadion, Eindhoven, Olanda                   | Polonia           | 1–1  | 1–1      | Meci amical                                            |
| 5.  | 4 decembrie 1991   | Kaftanzoglio Stadium, Thessaloniki, Grecia           | Grecia            | 1–0  | 2–0      | Preliminariile Campionatului European de Fotbal 1992   |
| 6.  | 27 mai 1992        | Trendwork Arena, Sittard, Olanda                     | Austria           | 2–0  | 3–2      | Meci amical                                            |
| 7.  | 12 iunie 1992      | Ullevi, Göteborg, Suedia                             | Scoția            | 1–0  | 1–0      | UEFA Euro 1992                                         |
| 8.  | 18 iunie 1992      | Ullevi, Göteborg, Suedia                             | Germania          | 3–1  | 3–1      | UEFA Euro 1992                                         |
| 9.  | 22 iunie 1992      | Ullevi, Göteborg, Suedia                             | Danemarca         | 1–1  | 2–2      | UEFA Euro 1992                                         |
| 10. | 9 septembrie 1992  | Philips Stadion, Eindhoven, Olanda                   | Italia            | 1–0  | 3–2      | Meci amical                                            |
| 11. | 9 septembrie 1992  | Philips Stadion, Eindhoven, Olanda                   | Italia            | 2–0  | 3–2      | Meci amical                                            |
| 12. | 23 septembrie 1992 | Ullevaal, Oslo, Norvegia                             | Norvegia          | 1–1  | 1–2      | Calificările pentru Campionatul Mondial de Fotbal 1994 |
| 13. | 28 aprilie 1993    | Wembley Stadium, Londra, Anglia                      | Anglia            | 1–2  | 2–2      | Calificările pentru Campionatul Mondial de Fotbal 1994 |
| 14. | 13 octombrie 1993  | De Kuip, Rotterdam, Olanda                           | Anglia            | 2–0  | 2–0      | Calificările pentru Campionatul Mondial de Fotbal 1994 |
| 15. | 17 noiembrie 1993  | Stadion Miejski, Poznań, Polonia                     | Polonia           | 1–0  | 3–1      | Calificările pentru Campionatul Mondial de Fotbal 1994 |
| 16. | 17 noiembrie 1993  | Stadion Miejski, Poznań, Polonia                     | Polonia           | 2–1  | 3–1      | Calificările pentru Campionatul Mondial de Fotbal 1994 |
| 17. | 1 iunie 1994       | Philips Stadion, Eindhoven, Olanda                   | Ungaria           | 1–1  | 7–1      | Meci amical                                            |
| 18. | 1 iunie 1994       | Philips Stadion, Eindhoven, Olanda                   | Ungaria           | 7–1  | 7–1      | Meci amical                                            |
| 19. | 12 iunie 1994      | Varsity Stadium, Toronto, Canada                     | Canada            | 1–0  | 3–0      | Meci amical                                            |
| 20. | 29 iunie 1994      | Citrus Bowl, Orlando, Orlando, Statele Unite         | Maroc             | 1–0  | 2–1      | Campionatul Mondial de Fotbal 1994                     |
| 21. | 4 iulie 1994       | Citrus Bowl, Orlando, Statele Unite                  | Republica Irlanda | 1–0  | 2–0      | Campionatul Mondial de Fotbal 1994                     |
| 22. | 9 iulie 1994       | Cotton Bowl, Dallas, SUA                             | Brazilia          | 1–2  | 2–3      | Campionatul Mondial de Fotbal 1994                     |
| 23. | 29 martie 1995     | De Kuip, Rotterdam, Olanda                           | Malta             | 2–0  | 4–0      | Preliminariile Campionatului European de Fotbal 1996   |
| 24. | 4 iunie 1996       | De Kuip, Rotterdam, Olanda                           | Republica Irlanda | 1–1  | 3–1      | Meci amical                                            |
| 25. | 13 iunie 1996      | Villa Park, Birmingham, Anglia                       | Elveția           | 2–0  | 2–0      | UEFA Euro 1996                                         |
| 26. | 9 noiembrie 1996   | Philips Stadion, Eindhoven, Olanda                   | Țara Galilor      | 1–0  | 7–1      | Calificările pentru Campionatul Mondial de Fotbal 1998 |
| 27. | 9 noiembrie 1996   | Philips Stadion, Eindhoven, Olanda                   | Țara Galilor      | 6–0  | 7–1      | Calificările pentru Campionatul Mondial de Fotbal 1998 |
| 28. | 9 noiembrie 1996   | Philips Stadion, Eindhoven, Olanda                   | Țara Galilor      | 7–1  | 7–1      | Calificările pentru Campionatul Mondial de Fotbal 1998 |
| 29. | 12 decembrie 1996  | King Baudouin Stadium, Bruxelles, Belgia             | Belgia            | 1–0  | 3–0      | Calificările pentru Campionatul Mondial de Fotbal 1998 |
| 30. | 26 februarie 1997  | Parc des Princes, Paris, Franța                      | Franța            | 1–0  | 1–2      | Meci amical                                            |
| 31. | 30 aprilie 1997    | Stadio Olimpico (San Marino), Serravalle, San Marino | San Marino        | 1–0  | 6–0      | Calificările pentru Campionatul Mondial de Fotbal 1998 |
| 32. | 30 aprilie 1997    | Stadio Olimpico (San Marino), Serravalle, San Marino | San Marino        | 6–0  | 6–0      | Calificările pentru Campionatul Mondial de Fotbal 1998 |
| 33. | 6 septembrie 1997  | Amsterdam ArenA, Amsterdam, Olanda                   | Belgia            | 3–1  | 3–1      | Calificările pentru Campionatul Mondial de Fotbal 1998 |
| 34. | 20 iunie 1998      | Stade Vélodrome, Marseille, Franța                   | Coreea de Sud     | 3–0  | 5–0      | Campionatul Mondial de Fotbal 1998                     |
| 35. | 29 iunie 1998      | Stade de Toulouse, Toulouse, Franța                  | Iugoslavia        | 1–0  | 2–1      | Campionatul Mondial de Fotbal 1998                     |
| 36. | 4 iulie 1998       | Stade Vélodrome, Marseille, Franța                   | Argentina         | 2–1  | 2–1      | Campionatul Mondial de Fotbal 1998                     |
| 37. | 9 octombrie 1999   | Amsterdam ArenA, Amsterdam, Olanda                   | Brazilia          | 1–0  | 2–2      | Meci amical                                            |